# Abbaye Notre-Dame de Josaphat
Pour les articles homonymes, voir Abbaye Notre-Dame et Josaphat.
Ne pas confondre avec l'Abbaye Sainte-Marie de la vallée  de Josaphat à Jérusalem
L'abbaye Notre-Dame de Josaphat (Beata Maria de Josaphat) est une abbaye bénédictine fondée à Lèves (Eure-et-Loir) en 1117 par le  chanoine Geoffroy de Lèves, évêque de Chartres et son frère Goslein (Gosselin), seigneur de Lèves, sur leurs terres ancestrales,.

## Histoire

### XIIesiècle
Une tradition locale voulait que, à la mort d'Yves de Chartres, l'évêque de Chartres, son archidiacre Geoffroy de Lèves ayant été élu son successeur en 1115, il entreprit en 1116 un pèlerinage auprès du pape Pascal II afin d'être délié du vœu qu'il avait fait d'aller à Jérusalem, et que le Saint-Père aurait accepté à condition que Geoffroy consacra la même somme à la création d'un monastère,.
Cette tradition expliquerait le fait que la nouvelle abbaye ait été appelée Josaphat afin d'évoquer la vallée du même nom en Terre Sainte.
Calixte II et Louis VI le Gros confirmèrent la propriété de cette abbaye en 1119.
Il semblerait que les premiers moines venaient du monastère de Fourmetot, ravagé par la guerre.[réf. nécessaire]
En 1156, un différend s'élève entre l'abbaye de Josaphat et Milon de Lèves au sujet des moulins de l'une et des autres sur les bords de l'Eure. L'évêque Robert n'aurait pas été saisi de l'affaire par une plainte des moines ou du laïque, mais, selon sa charte, constatant l'existence d'un conflit entre eux, il se serait interposé.
L'acte mentionne effectivement les événements tels qu'ils se sont déroulés, sans dissimuler une éventuelle plainte des moines, cela montre combien l'autorité épiscopale, a pris de l'importance au point de le rendre capable d'intervenir de son propre chef dans certains conflits.

#### Fouilles de 1905

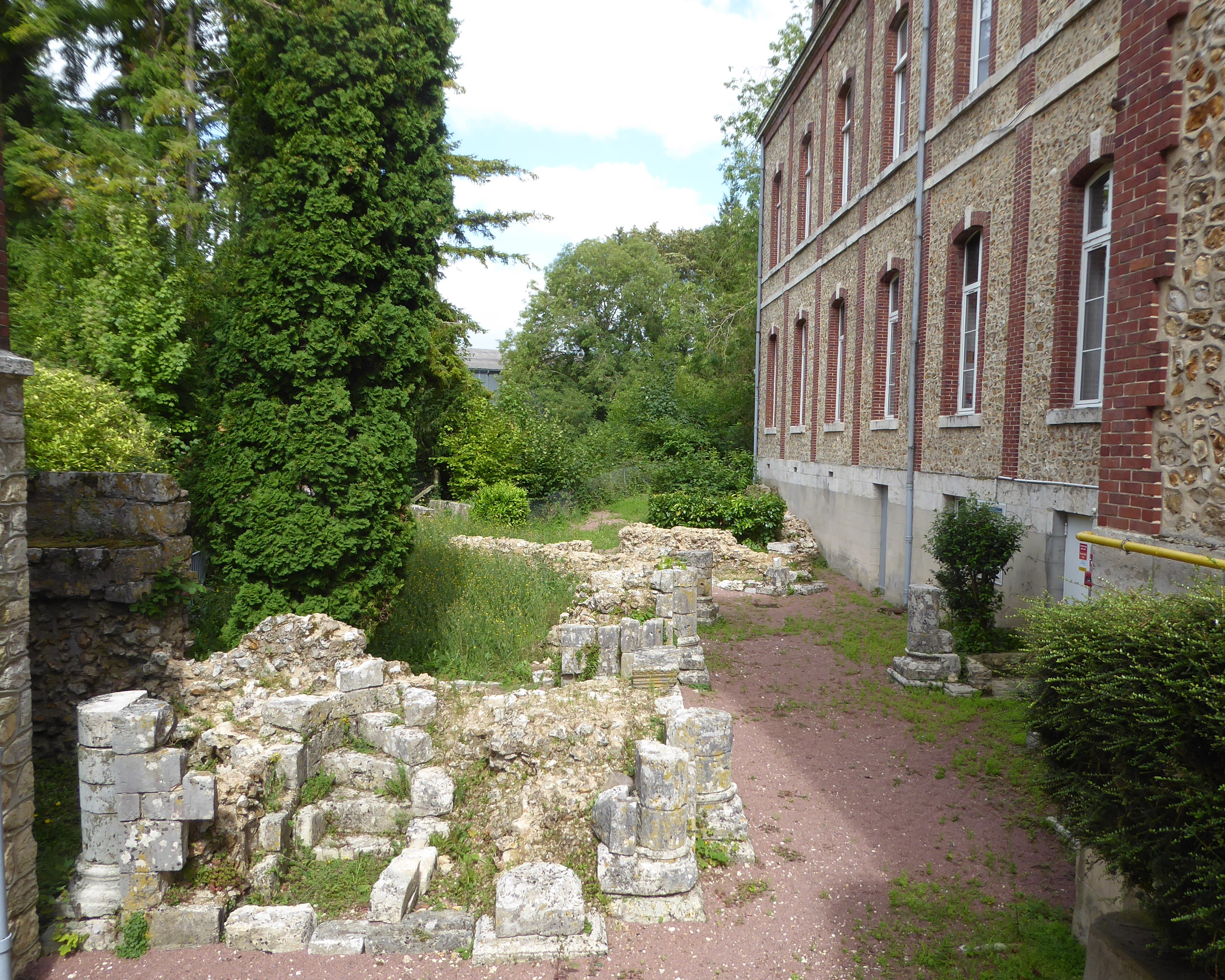
Piliers de l'église abbatiale découverts devant le pavillon de Rougé.

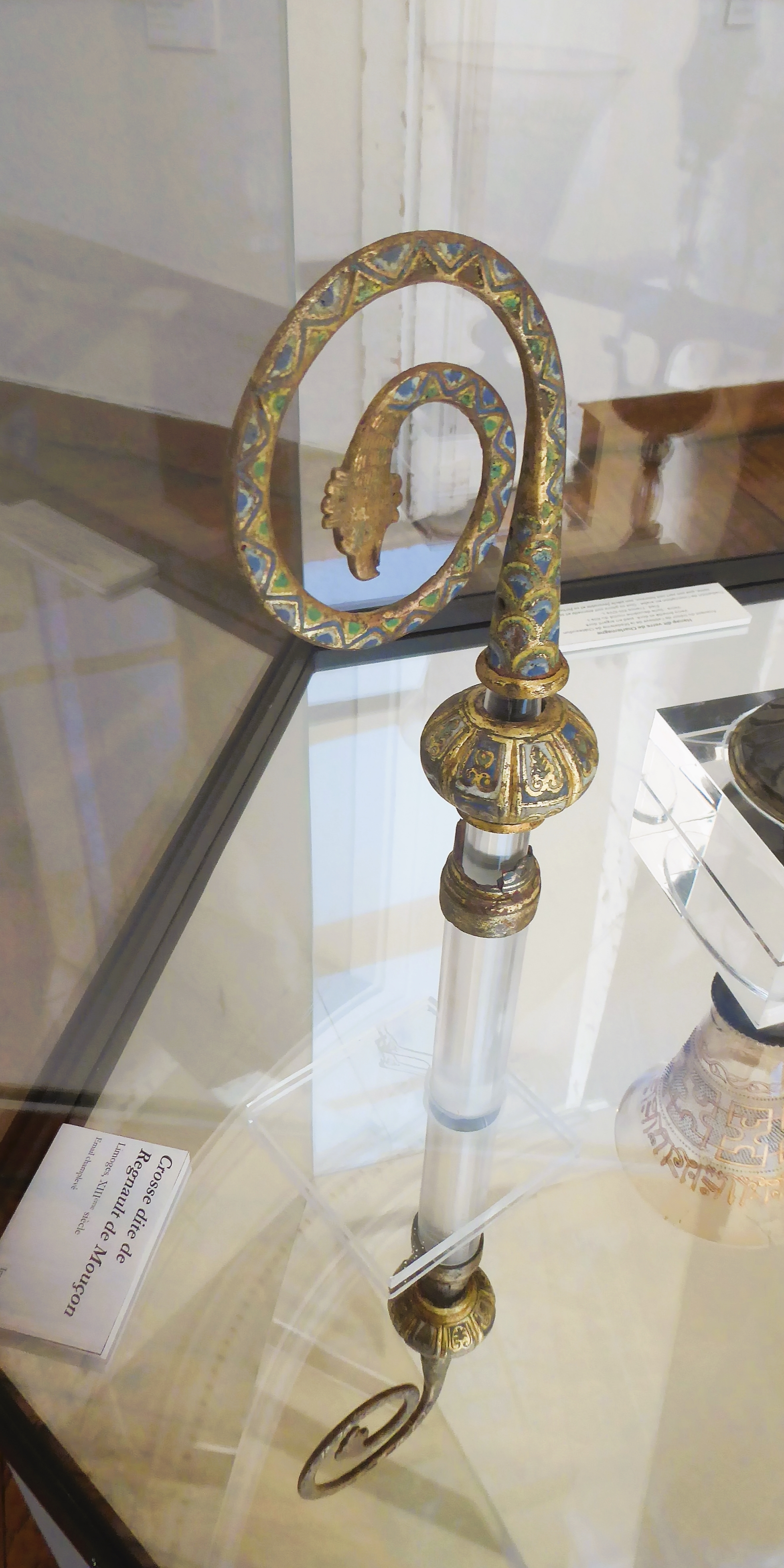
Crosse de Renaud de Bar, musée des Beaux-Arts de Chartres. Limoges, XIIIe siècle.

L'abbé Charles Métais, curé de Lèves, organisa des fouilles vers 1905, déterrant des tombes des XIIe et XIIIe siècles qui sont maintenant visibles au musée lapidaire, dans l'ancien cloître partiellement reconstruit de l'abbaye Notre-Dame de Coulombs, situé de part et d'autre de l'entrée de la fondation d'Aligre et Marie-Thérèse.
Il publia en 1908 le résultat de ses recherches dans l'ouvrage Église de Notre-Dame de Josaphat, d'après les documents historiques et les fouilles récentes.
Sont notamment cités :
- Le tombeau (sarcophage) de Jean de Salisbury, évêque de Chartres, dans l'ancienne église abbatiale (chapelle de la Vierge, scellé au mur),  Classé MH (1914)[8] ;

- Le tombeau (gisant) de Lucia de Lèves dans l'ancienne abbatiale (bras nord du transept, près du chœur),  Classé MH (1915)[9].

- La statue tombale de Renaud de Bar (11..-1217), évêque de Chartres, conservée au musée des Beaux-Arts de Chartres,  Classé MH (1915)[10], ainsi que sa crosse pastorale ;

- Deux dalles funéraires d'Agasse de Chartres, ainsi qu'une agrafe de manteau, et de l'abbé Thomas de Meulan (1352),  Classé MH (1915)[11].

La plateforme ouverte du patrimoine (POP) du ministère de la culture recense également : 
- Une statue (gisant) : personnage ecclésiastique ;
- Une statue (gisant) : jeune fille ;
- Une statue (gisant) : femme au coussin ;
- Une statue (gisant) : Philippe de Lèves ?

Musée lapidaire
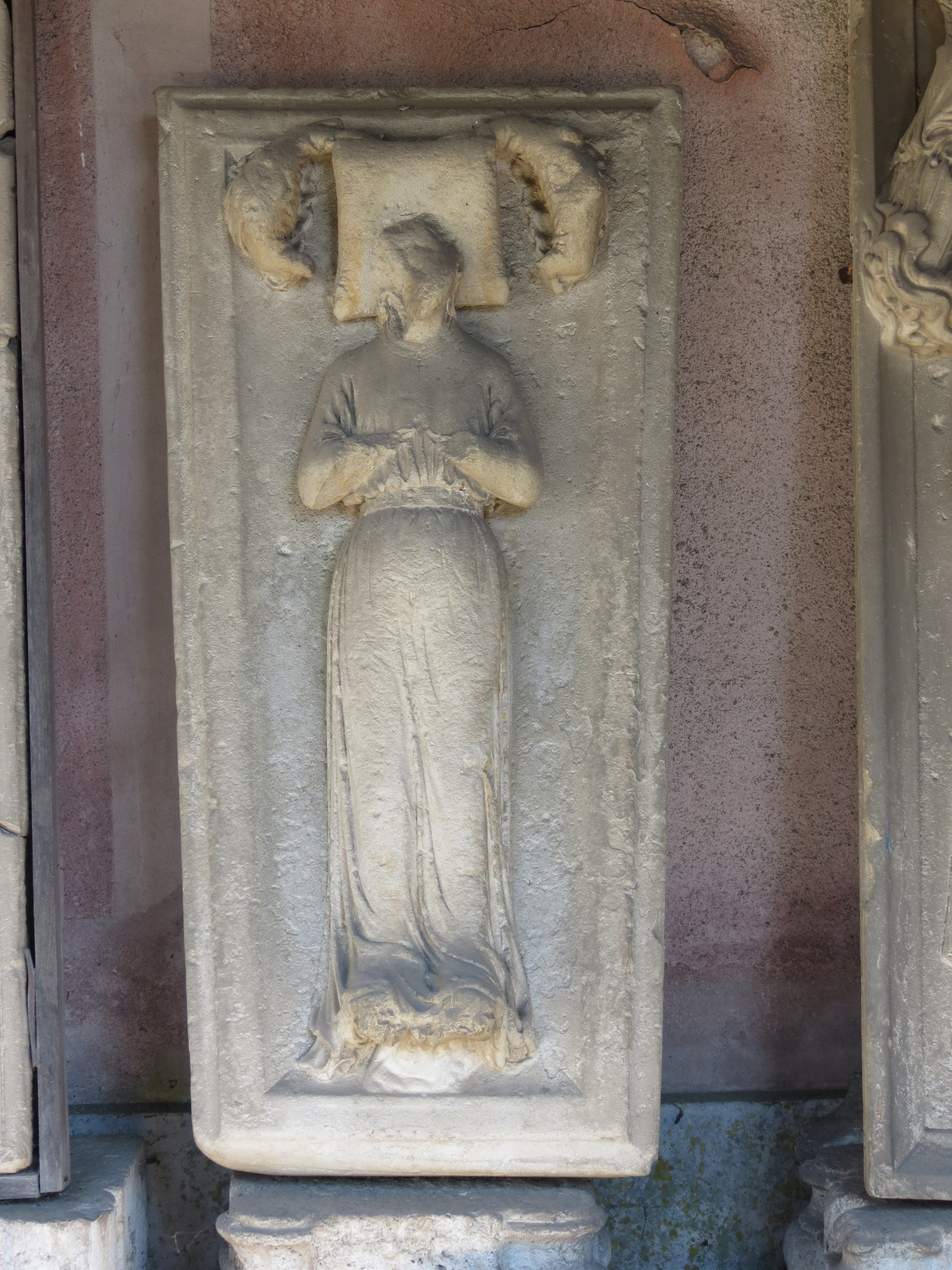
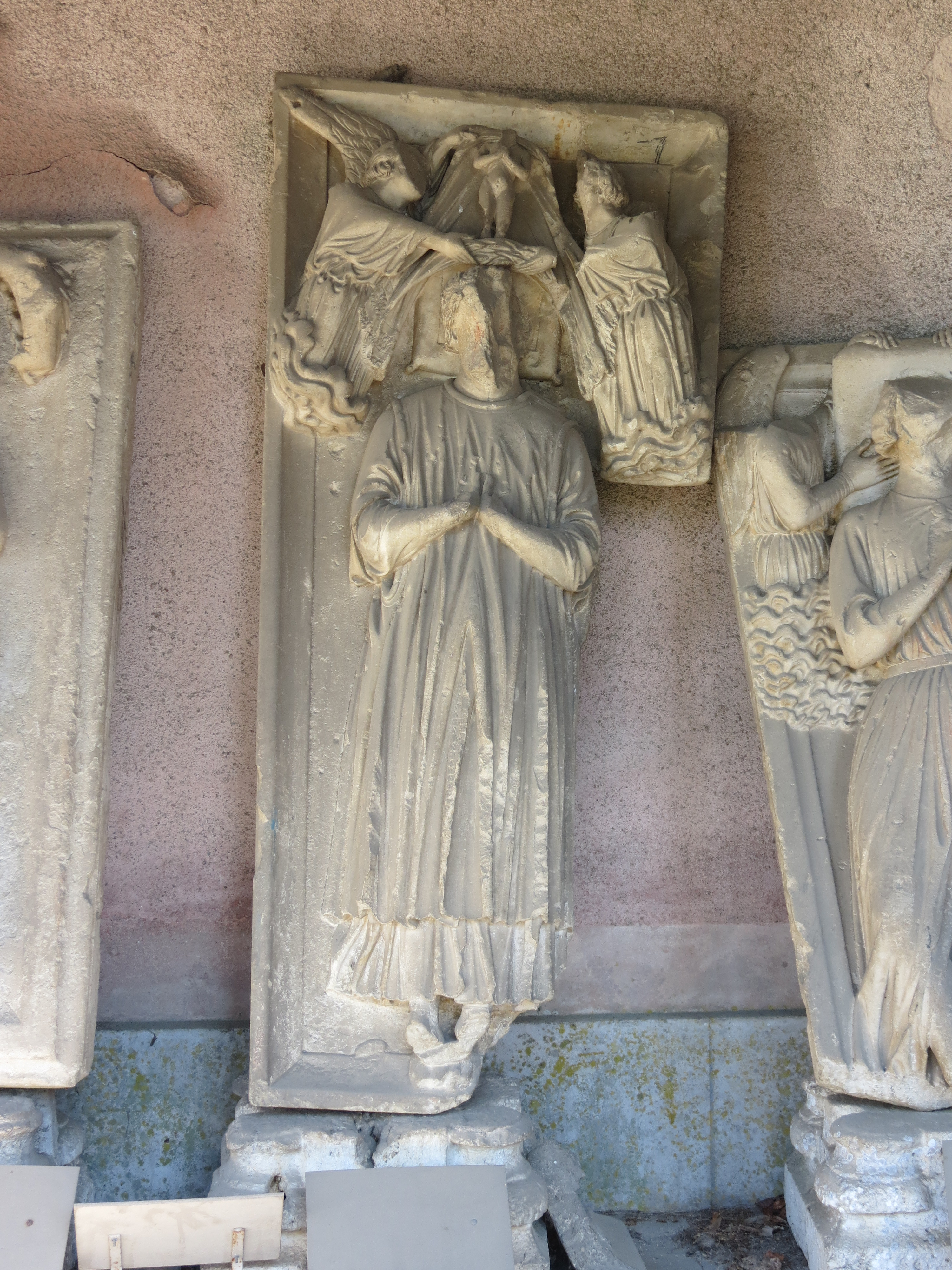
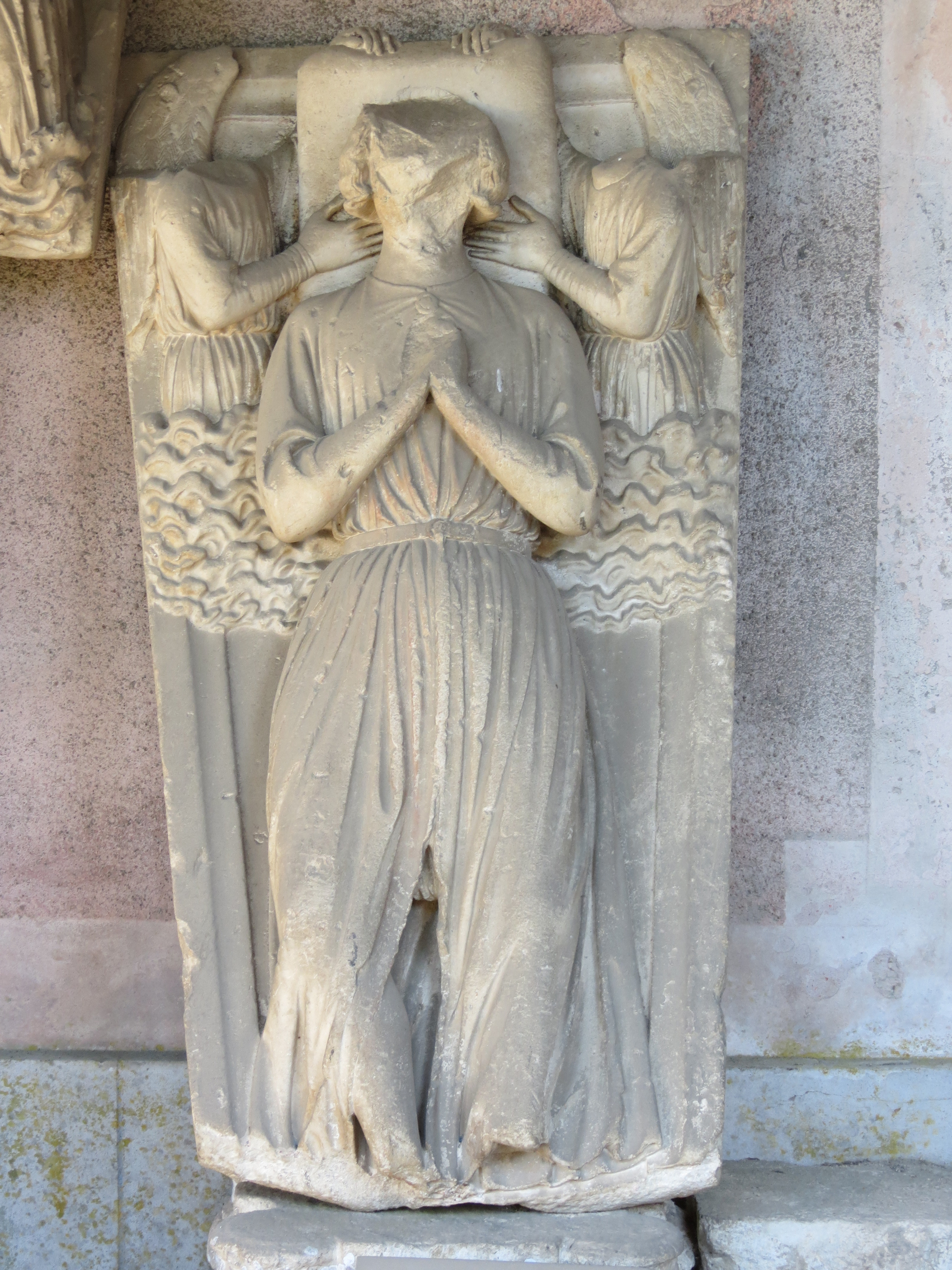
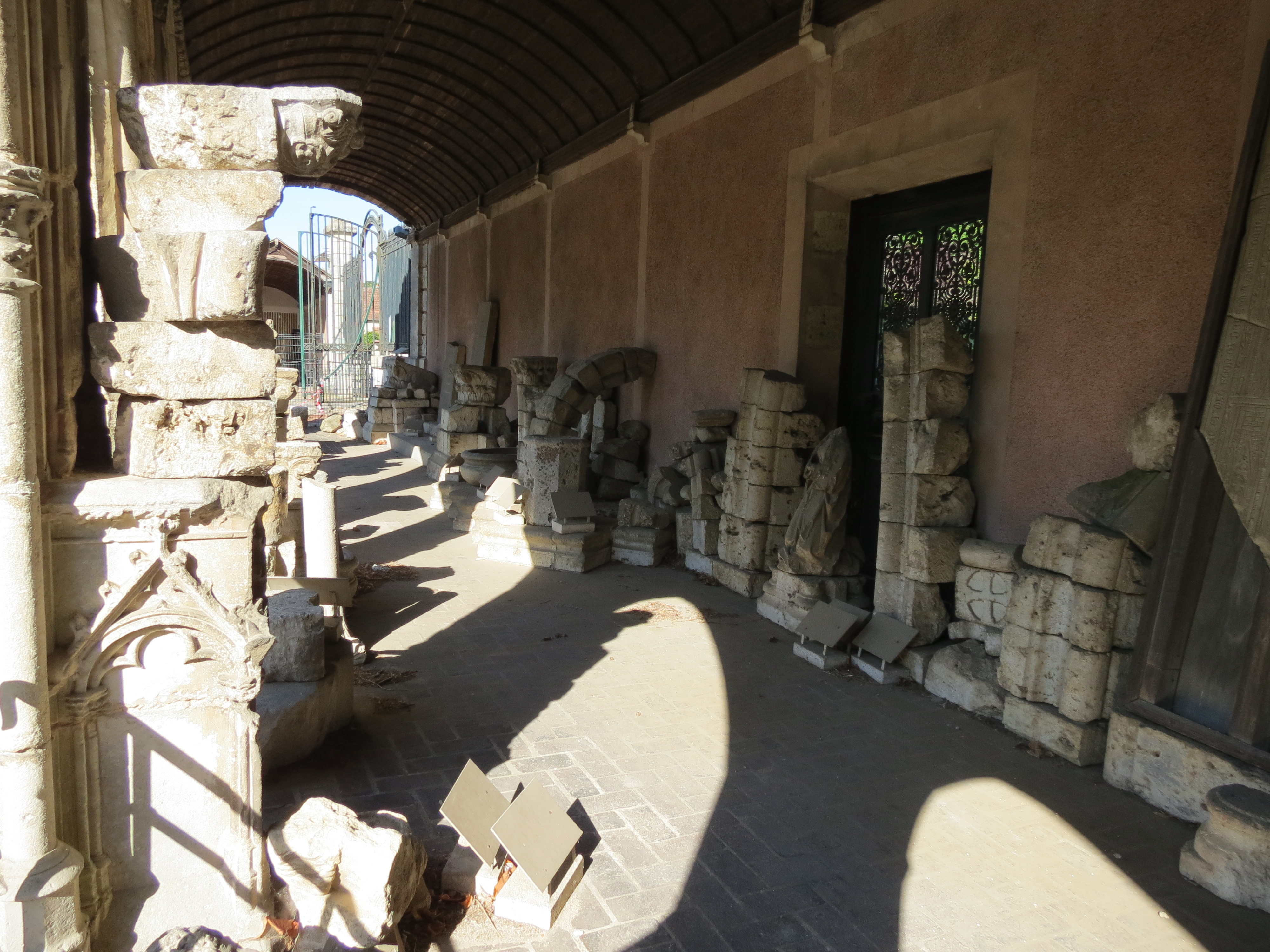

#### Sépultures des évêques de Chartres

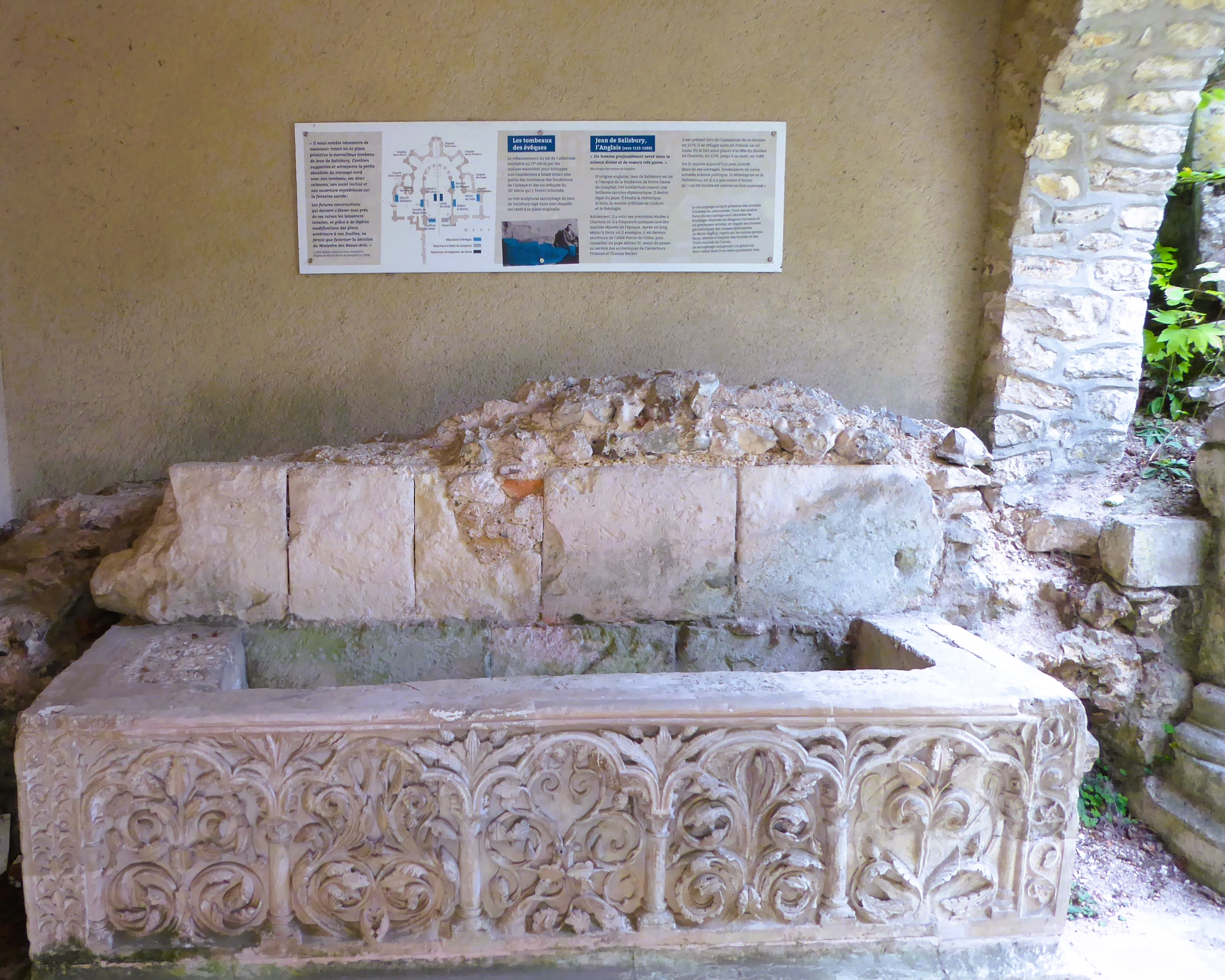
Sarcophage de Jean de Salisbury, évêque de Chartres mort en 1180,.

Geoffroy de Lèves meurt en 1149. Il est inhumé dans le chœur de l'église abbatiale qu'il a fondée, premier des six évêques de Chartres dont les sépultures seront dans ce lieu :
- Gauslin de Muzy-Lèves, successeur de Geoffroy, inhumé en 1155 ;
- Robert le Breton, successeur de Gauslin, inhumé en 1164 ;
- Jean de Salisbury, successeur de Guillaume aux Blanches Mains, inhumé en 1180, dont le sarcophage a été conservé à son emplacement initial après les fouilles de l'abbé Métais en 1905 : « Il nous semble nécessaire de maintenir intact en sa place primitive le merveilleux tombeau de Jean de Salisbury. Combien suggestive et attrayante la petite absidiole du transept nord avec son tombeau, ses deux colonnes, son autel incliné et son ouverture mystérieuse sur la fontaine sacrée ! »[13]
- Pierre de Celle, successeur de Jean de Salisbury, inhumé en 1183 ;
- Renaud de Bar, successeur de Pierre de Celle, inhumé en 1217.

### XIVesiècleetXVesiècle
Incendiée en 1432 et 1466 par les Anglais, elle fut ruinée par les Calvinistes en 1564, puis restaurée en entrant dans la Congrégation de Saint-Maur en 1640. Il y restait 7 Mauristes en 1768.

### XVIesiècleetXVIIesiècle

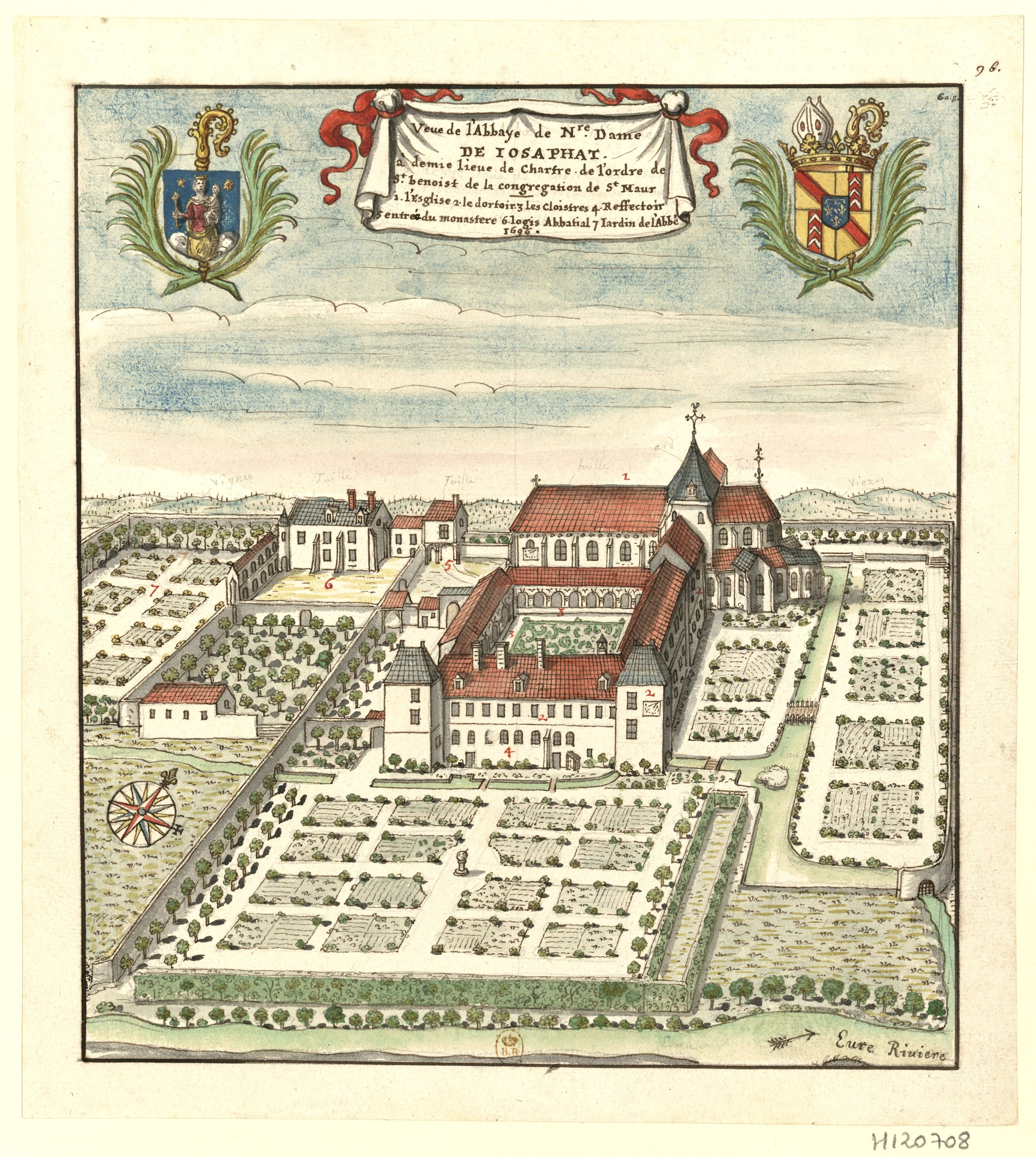
L'abbaye Notre-Dame de Josaphat par Louis Boudan, 1696[b].
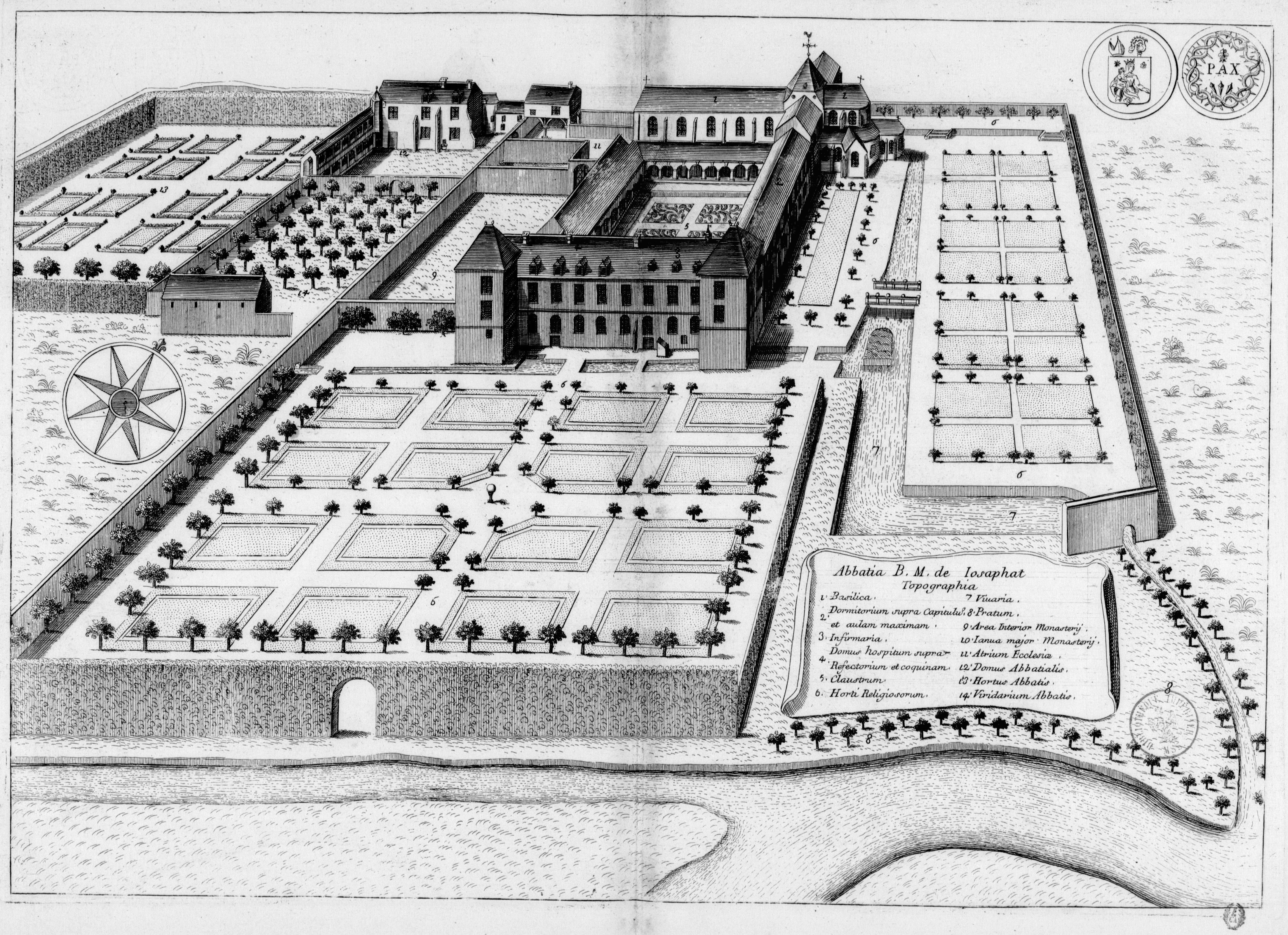
L'abbaye dans le Monasticon Gallicanum, Dom Germain, XVIIe siècle.

### XVIIIesiècleetXIXesiècle

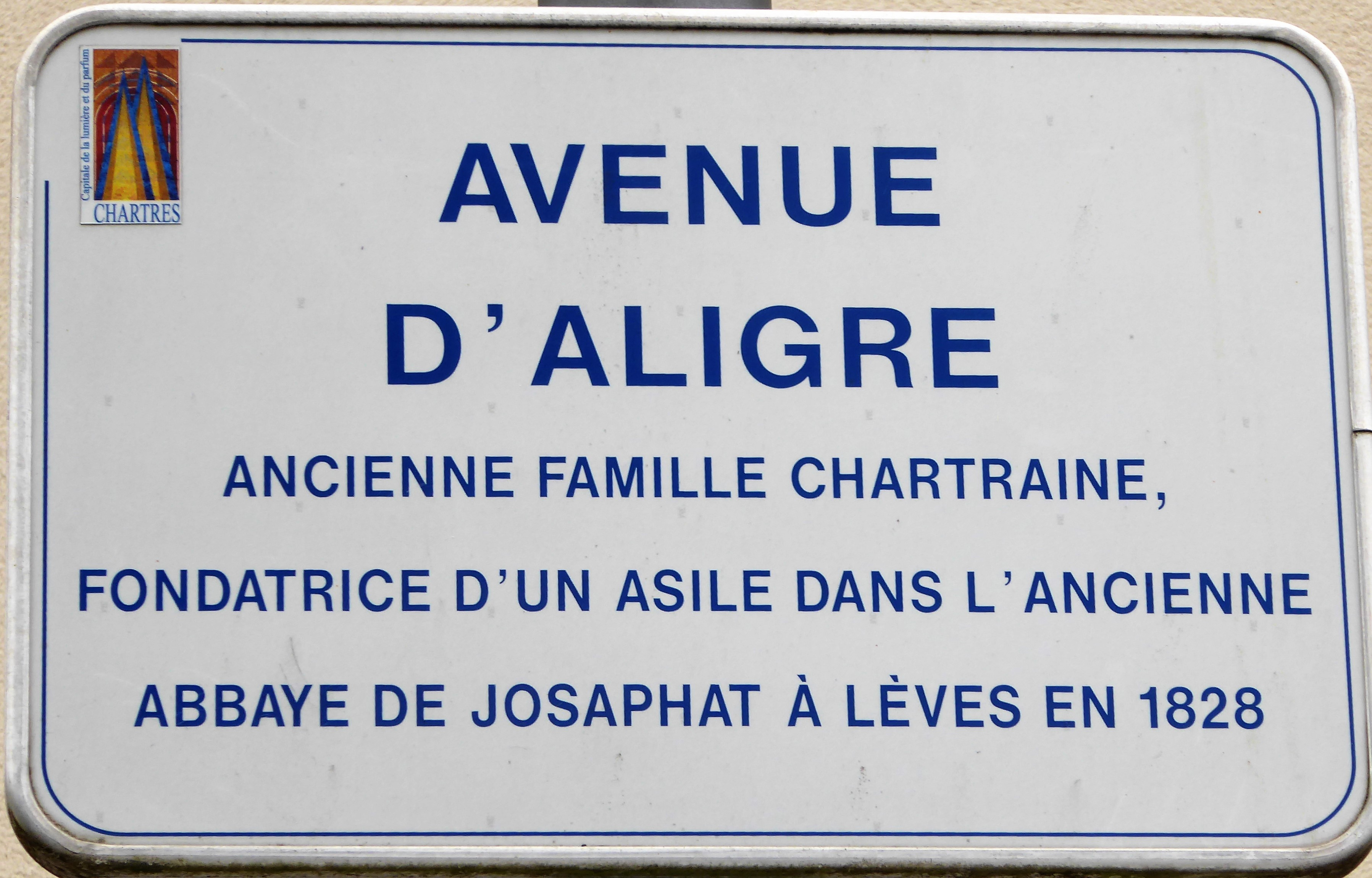
Plaque de rue à Chartres.

En partie détruite à la Révolution, en 1812 elle appartient à Alexandre Auger, négociant à Paris, qui la revend à Antoine Gros, marchand de vin et traiteur à Neuilly-sur-Seine, puis elle devient la propriété de la famille d’Aligre.
En 1818, elle hébergea l’hospice Marie-Thérèse, qui devint alors un établissement hospitalier sous le nom d’hospice d’Aligre, pour en 1968 prendre le nom de Fondation d'Aligre et Marie-Thérèse, établissement public départemental.
Il y coule une source qui était réputée guérir les maladies pulmonaires. Elle est longée par la Via Turonensis qui mène à Saint-Jacques de Compostelle.

## Cloître de l'abbaye Notre-Dame de Coulombs
Cet ancien cloître de l'abbaye Notre-Dame de Coulombs, reconstruit de part et d'autre de l'entrée du site, a pour fonction d'abriter le musée lapidaire issu des fouilles réalisées dans l'ancienne église de l'abbaye Notre-Dame de Josaphat.

Le cloître voyageur de l'abbaye de Coulombs, reconstruit par l'asile d'Aligre
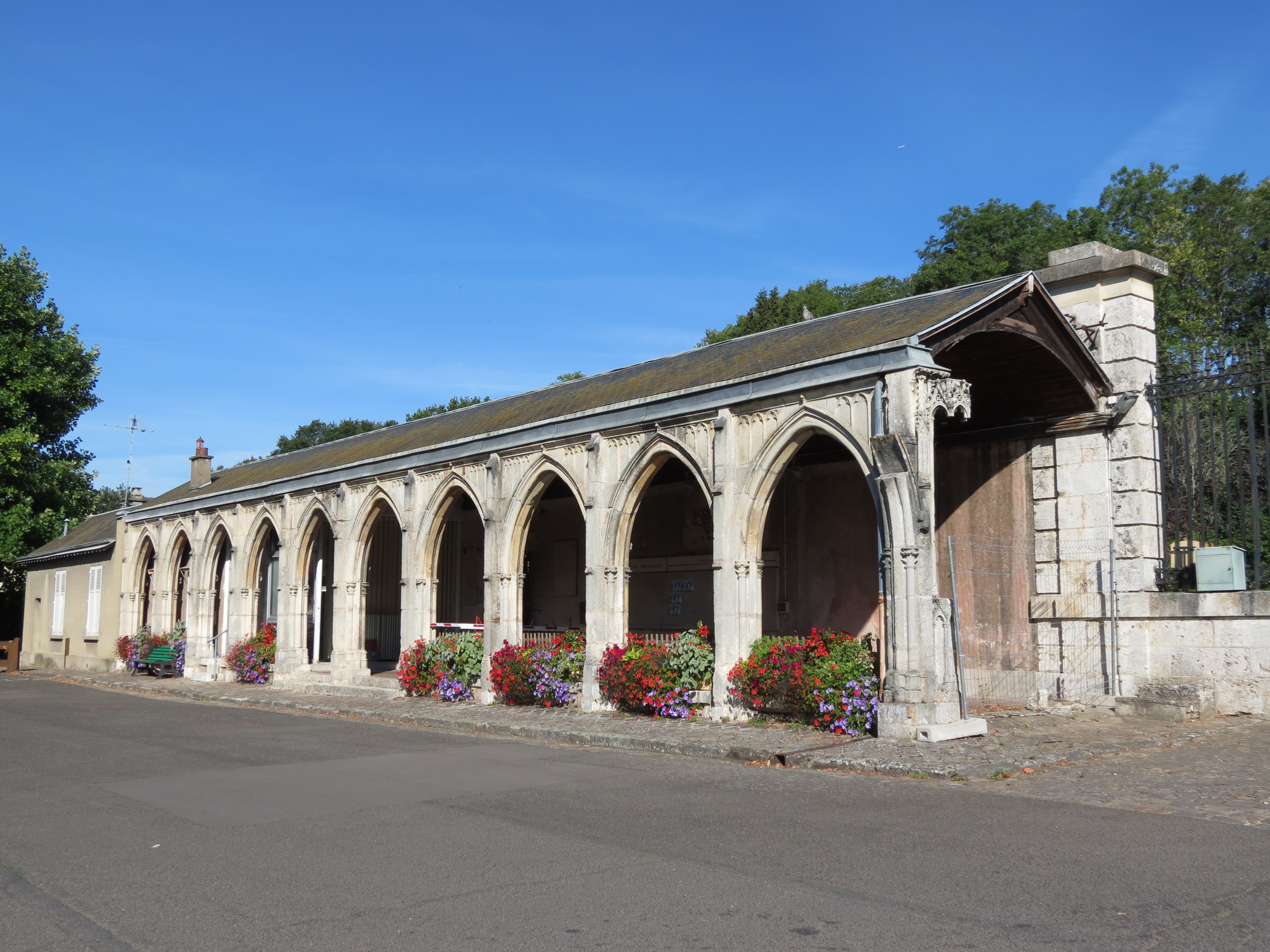
Partie ouest extérieure.
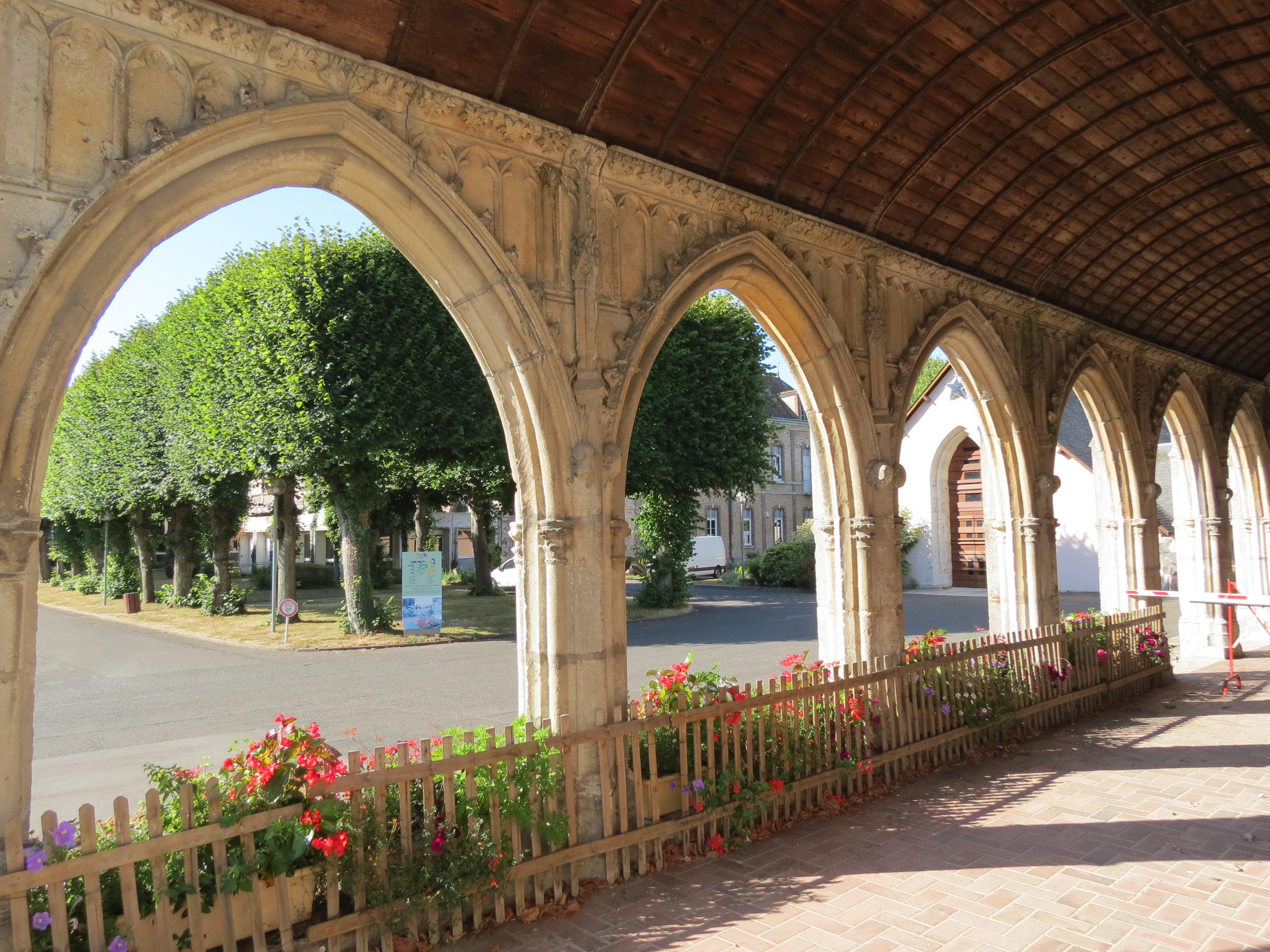
Partie ouest intérieure.
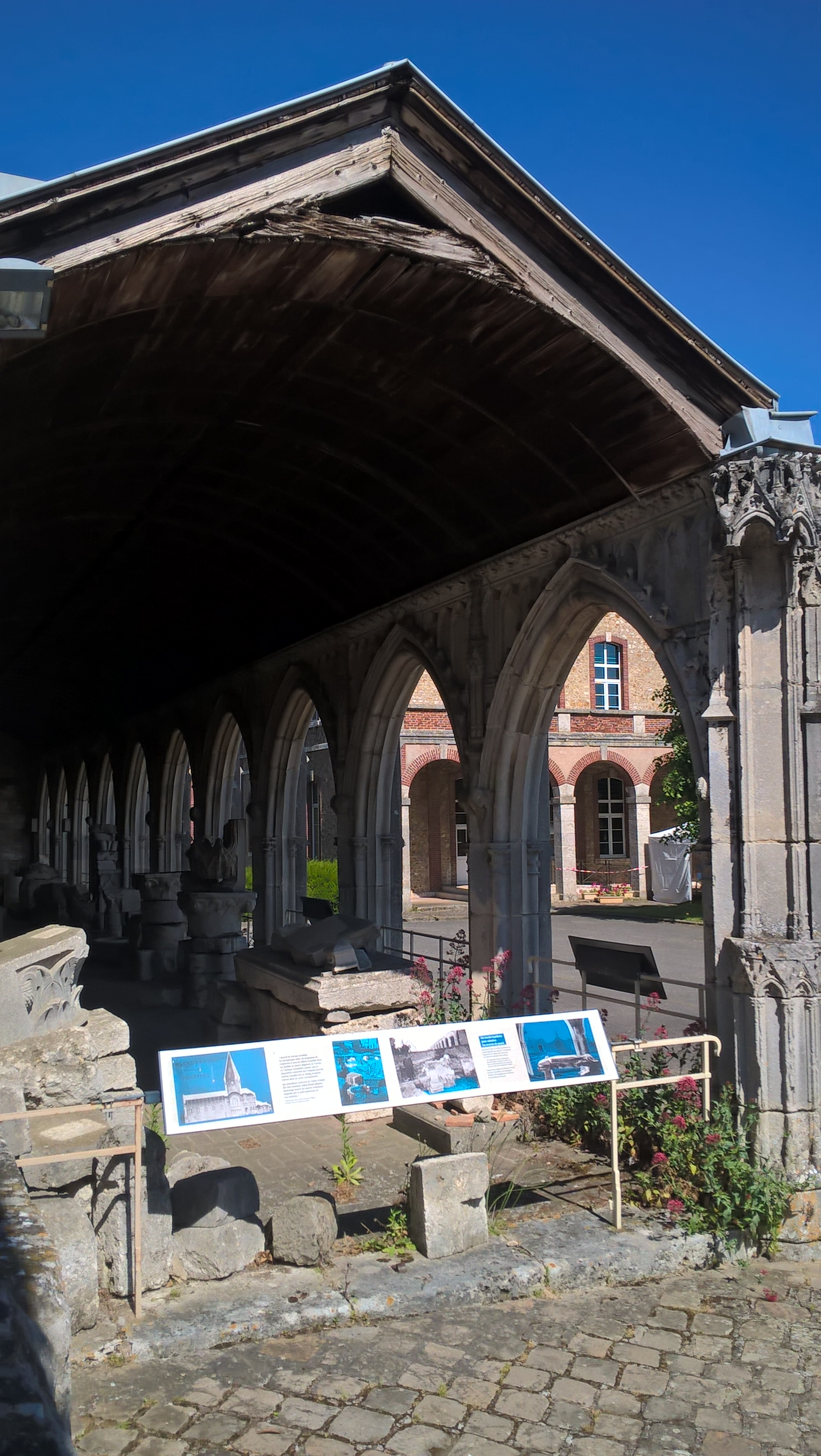
Partie est, abritant le musée lapidaire.

## Abbés

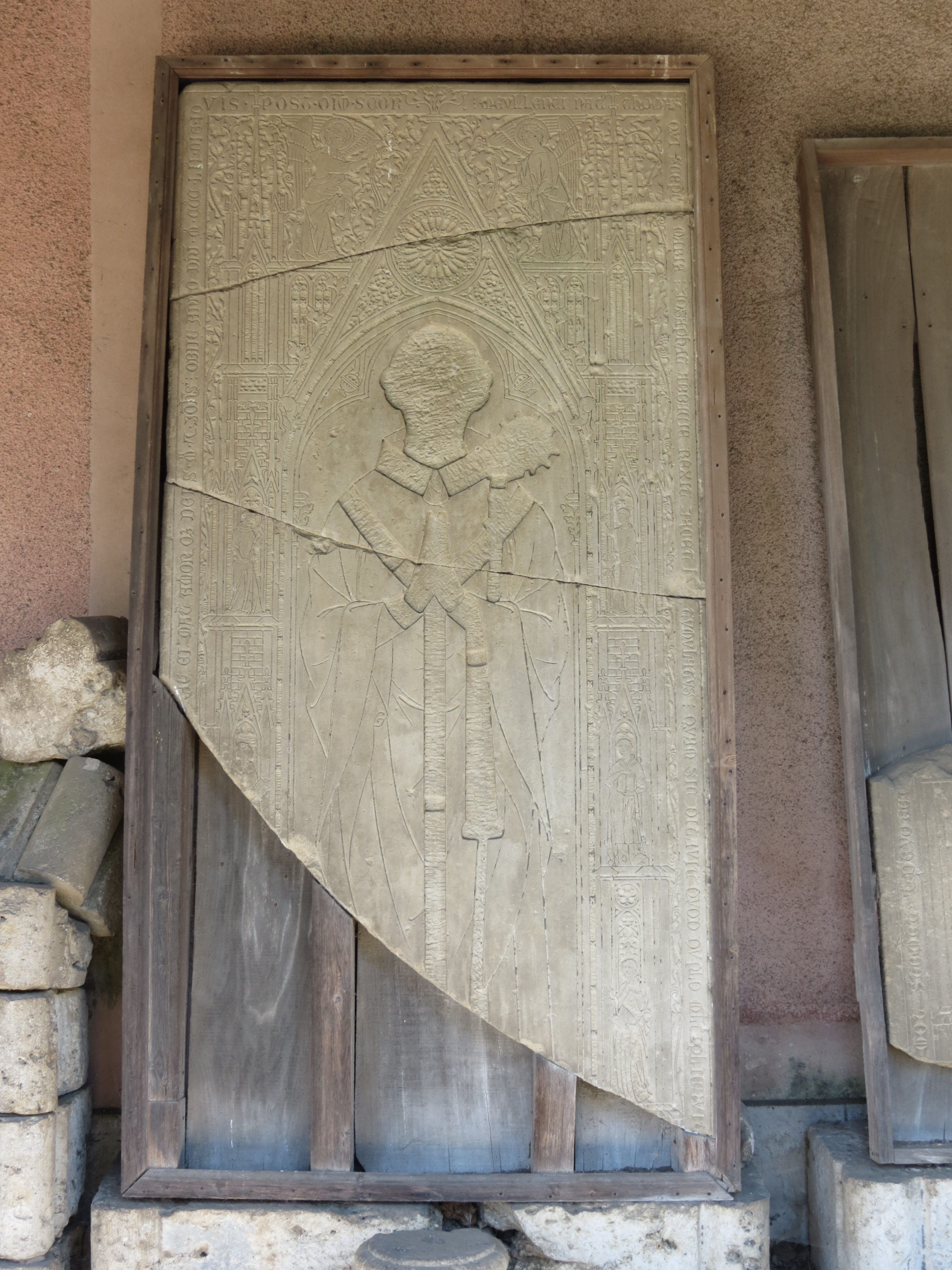
Dalle funéraire de Thomas de Meulan, abbé mort en 1352.

### Abbés réguliers
- 1117 - 1150 : Girard (?-1er juin 1150, siégeait encore en 1149
- 1151 - 1186 : Gislebert ou Guilbert, religieux venus de Fourmetot, il fut nommé prieur par Girard
- 1187 - 1199 : Sanction, mort le 16 juillet
- 1199 - 1200 : Vernier ou Bernier mort un 7 septembre
- 1201 - 1209 : Gautier, écrit en 1201 une lettre à Philippe-Auguste assurant que l'abbaye comporte 50 religieux tous prêtres il échangea quelques biens avec Hugues de Gallardon en 1205, et mourut un 13 juin.
- 1210 - 1231 : Guérin, il fut élu abbé de Marmoutier en 1229, mort le 27 novembre.
- 1232 - 1240 : Garnier, mort le 4 juillet
- 1240 - 1261 : Gosselin, mort le 6 octobre
- 1270 - 1280 : Raoul mort un 25 octobre
- 1281 - 1285 : Hervé, mort le 27 décembre inhumé dans le prieuré de
- 1286 - 12.. : Gilbert en fonction en 1286 mort un 15 octobre
- 1333 - 1352 : Thomas de Meulan, l'inscription latine sur sa dalle funéraire porte la mention « Thomas, né à Meulan, qui gouverna l'abbaye Notre-Dame de Josaphat gît dans ce tombeau. »
- 1380 - 1389 : Martin
- 1390 - 1407 : Guillaume Ier, c'est lui qui fit édifier la maison abbatiale. Il est mort le 31 juillet 1407
- 1408 - 14.. : Jacques Ier, il était présent le 5 août 1408 à la prise de possession du siège épiscopal de Chartres par Martin Gouges de Charpaigne. Il mourut un 8 mai sans préciser l'année.
- 14.. - 1417 : Pierre Ier, mort le lundi de la Quasimodo 1417 soit le 19 avril 1417 à Paris et il fut inhumé en l'église Saint-Hilaire du même lieu[16]
- 1417 - 1417 : Guillaume II mort le 17 décembre 1417
- 1717 - 1419 : Pierre II mort le lundi après la Quinquagésime soit le 27 février 1419
- 1420 - 1421 : Gilles mort le 30 mai 1421
- 1421 - 1421 : Jean Ier Bleteron, abbé de l'abbaye de Neauphle-le-Vieux depuis 1405. Mort le 10 novembre ou le 8 décembre de la même année.
- 1422 - 14..: Pierre III, fit en 1422 une convention relative à une maison à Mantes
- 1432 - 1437 : Jean II de Malmaison, il envoie cette même année des religieux à Fourmetot pour y vivre  des revenus de ce lieu, lorsque son abbaye est ruinée par les guerres. Il écrivit plusieurs livres et résigne en 1437 il est mort un 17 juin
- 1437 - 1439 :
- 1439 - 1471 : Michel de Bonnevent (?- 25 mai 1471, gouverna pendant 32 ans l'abbaye

### Abbés commendataires
- 1472 - 1499 : Jean III Neveu, appartenait à l'ordre de Saint Augustin et était abbé de Abbaye Notre-Dame de la Victoire de Senlis. Il est mort le 3 mars 1499, conseiller et aumônier du roi Louis XI. Nommé évêque de Senlis en 1496 et prêta serment de fidélité au roi le 26 septembre 1498
- 1498 - 1502 : Jean IV Pinart, fut élu le 12 mai 1498 et mourut le 12 mai 1502
- 1502 - 1521 : André de Montain, alias David il est mort âgé de 46 ans et fut inhumé au milieu du chœur de l'église abbatiale le 23 septembre 1521
- 1521 - 1535 : Jacques II du Terrail ( ?-1535), dernier abbé régulier de l'abbaye, il meurt à Chartres le 15 mai 1535, fut évêque de Glandèves de 1532 à 1535 à la suite de son frère Philippe du Terrail. Il était le frère de Pierre du Terrail, seigneur de Bayard, chevalier sans peur et sans reproche. Doyen de la cathédrale de Grenoble en 1520.
- 1535 - 1540 : Loys de Charny, également abbé de Foucarmont, premier aumônier du Dauphin.
- 1541 - 1556 : Gervais Wain, né en Allemagne, professeur au Collège de France, il gagna un procès qui lui fut intenté et mourut le 14 décembre 1554, âgé de 63 ans.
- 1556 - 1572 : François de Bouliers
- 1572 - 1577 : Edmond-François de Saint-Julien
- 1578 - 1579 : René de Birague, chancelier de France
- 1582 - 1594 : Philippe Desportes, poète, également abbé de l'abbaye de la Sainte-Trinité de Tiron.
- 1610 - 1612 : Antoine de Loménie, conseiller et secrétaire du roi, résigne au profit du précepteur de son fils.
- 1612 - 1621 : N... Gaudrion, fut odieux avec ses religieux jusqu'à sa mort en 1621
- 1622 - 1639 : François de Loménie
- 1643 - 1651 : Henry d'Orléans de Rothelin, aumônier du roi,
- 1651 - 1714 : Gabriel d'Orléans de Rothelin, frère du précédent, doyen de Gournay en Brai, mort le 31 juillet 1714
- 1714 - 1730 : N... Taillefer de Barrière, camérier du Pape
- 1730 - 1730 : Henri-Paul-Augustin Feydeau de Brou nommé en janvier par le roi il garda l'abbaye jusqu'en mai de la même année.
- 1730 - 1767 : Jean-Joseph de Fogasses d'Entrechaux de La Bastie (1704-1767)
- 1767 - 1788 : Louis Hector Honoré Maxime de Sabran (1739-1811), né au château de Baudinard, fils de Joseph-Jules, comte de Sabran et de Marie-Thérèse d'Arlatan d'Auris, il fit ses études au séminaire de Saint-Sulpice et reçut de Monseigneur Pierre de Rosset de Fleury, évêque de Chartres des lettres de vicaire général et de grand archidiacre de son diocèse. Il obtient l'abbaye le 28 avril 1767 et fut pourvu le 2 décembre suivant de la charge d'aumônier du roi, puis en 1780 de grand aumônier de la reine.
- 1788 - 1789 : N... de Salignac de La Motte-Fénelon, vicaire général de Metz, archidiacre de l'église de Sarrebourg, pourvu de l'abbaye en 1788 en même temps qu'il reçut la charge d'aumônier du roi, et fut dépouillé de ses biens par la Révolution.

## Propriétés, revenus

### Prieurés, églises et dîmes
- Ablis :
  - Prieuré Saint-Epain, Saint-Blaise, 70 rue Pierre Trouvé (1115)[17] ;
  - Église paroissiale Saint-Pierre, Saint-Paul[18].
- Église Sainte-Madeleine de Davron, chapelle seigneuriale devenue prieuré (1117-1130)[19] ;
- Église Saint-Médard de Chalo-Saint-Mars, autrefois prieuré[20] ;
- Église de Saint-Arnoult-des-Bois dans le Perche (1117) ;
- Église Saint-Martin d'Orouër Orrouer (1117) ;
- Prieuré Saint-Laurent de Brueil-en-Vexin XIe siècle ;
- Prieuré de la Brosse (1317) ;
- Dîmes d'Andeville (avant 1300, confirmées par Robert vidame de Chartres en 1300).

### Terres, fermes et moulins
- Terres dans le Perche (1117)
- 1 arpent de terre à Saint-Priest (1123)
- Terre d'Ormoy (1149) don de Guillaume de Mahéraud et de sa femme Itte
- 2 terrains vagues à Saint-Chéron (1120) (Quartier Est de Chartres)
- Terrain planté d'aulnes à Gallardon (1420)
- Moulin de Longsault (bail 1540-1541)

#### Maisons, pressoirs, vignes et fiefs
- Mantes : une maison (1422)
- 1 pressoir à Saint-Chéron quartier Est de Chartres (1120)
- 1 domaine à Limoron (1123)